# 非破壊検査技術者
もしかして
- 非破壊試験技術者

ではありませんか？